# A.H.J. Prins
Adriaan Hendrik Johan Prins, voor intimi Peter, maar algemeen bekend als A.H.J. Prins (Harderwijk, 16 december 1921 – Glimmen, 11 februari 2000) was een Nederlandse Afrikanist en maritiem antropoloog.
Prins kreeg onderzoeksbeurzen van onder meer UNESCO, Ford Foundation en ZWO. Hij werd incidenteel om  advies gevraagd door de Nederlandse overheid en het Koninklijk Huis betreffende volkeren en culturen van Afrika en het Midden-Oosten.
Behalve wetenschappelijke artikelen in internationale vakbladen en tijdschriften zoals Anthropos, Man, Human Organization en The Mariner’s Mirror schreef Prins encyclopedie-artikelen en publiceerde hij in Nederlandse kranten en tijdschriften. Hij illustreerde veel van zijn publicaties met eigen etnografische foto's en tekeningen. 

## Jeugd en opleiding
Prins studeerde sociale geografie en etnologie (volkenkunde) aan de Rijksuniversiteit Utrecht bij prof. dr. Henri Théodore Fischer.
In 1943 weigerde hij de door de bezetter geëiste loyaliteitsverklaring te tekenen, dook onder met vervalste identiteitsdocumenten en sloot zich aan bij een verzetsbeweging. Met Petrus als zijn 'nom de guerre' werd hij benoemd tot hoofd inlichtingen van de VI-e Brigade (Veluwe). Spoedig na de Slag om Arnhem (september 1944) werd hij lid van de geheime Group Cawton en toegevoegd aan de Britse militaire geheime dienst (sectie MI9), een afdeling die opdracht had verzetsmensen in de bezette gebieden te steunen. Als eerste luitenant diende hij bij de inlichtingendienst van de generale staf van de 21e Legergroep onder opperbevel van Montgomery.
Na zijn demobilisatie in 1945 keerde Prins terug naar Harderwijk waar hij als verzetsman tijdelijk was ondergedoken geweest en zijn toekomstige vrouw had ontmoet. Hij maakte zijn studie af en werd onderzoeksassistent aan het Etnologisch Instituut onder Fischer. Na zijn doctoraal in 1947 kreeg hij een studiebeurs voor de London School of Economics, om zich te specialiseren bij antropologen als Raymond Firth, Siegfried Nadel en Audrey Richards. Na een intensieve taalcursus Swahili reisde hij naar Kenia als British Colonial Fellow voor etnografisch onderzoek in het bergland van Taita, onder supervisie van Senior District Commissioner Harold E. Lambert, een aan de Universiteit van Cambridge opgeleide antropoloog en taalkundige, gespecialiseerd in Swahili en Kikuyu. Later droeg Prins een van zijn boeken op deze mentor. Aanvankelijk richtte Prins zich voornamelijk op algemeen antropologische onderwerpen zoals verwantschap en sociale structuren, maar speciale  belangstelling ging al snel uit naar de maritieme geschiedenis, culturele ecologie en de materiële cultuur van zeekustvolken.

## Carrière
In 1951, twee jaar voordat hij promoveerde aan de Universiteit van Utrecht, werd Prins aangesteld als de eerste antropoloog aan de Rijksuniversiteit Groningen, waar hij directeur werd van het door hem opgerichte Instituut voor Culturele Antropologie. Hij gaf regelmatig gastlezingen en voordrachten op vele instellingen en congressen in Europa, Afrika en het Midden-Oosten. 

## Veldwerk
Als onderzoeker maakte Prins vele buitenlandse reizen, voor vaak langdurig veldwerk. In 1957 vestigde hij zijn aandacht op dhows, traditionele zeilschepen van de westelijke Indische Oceaan, eerst in de Perzische Golf, en vervolgens aan de kusten van Zanzibar, Kenya en Tanganyika. Andere onderzoeksprojecten vonden plaats in Ethiopië, Irak, Iran, de Perzische Golf, Syrië en Turkije, Zuid-Arabië en Zambia. Hij was een van de stichters van het Arctisch Centrum aan de Universiteit van Groningen en maakte van 1968 tot 1992 jaarlijkse onderzoeksreizen naar Noord-Scandinavië (incluis Lapland). Vanaf 1970 maakte hij ook vele reizen naar het oostelijk Middellandse Zeegebied, met name Rodos en Malta.

## Pensionering
Na zijn pensionering in 1984 reorganiseerde de Nederlandse overheid het hoger onderwijs en werd het Cultureel Antropologische Instituut aan de Rijksuniversiteit Groningen opgeheven. Als emeritus hoogleraar ging Prins door met zijn maritiem- en cultuur-historisch onderzoek. Hij stierf op 11 februari 2000, na een vijfjarig ziekbed ten gevolge van een beroerte. Hij werd begraven in Noordlaren niet ver van "Huis ter Aa", zijn villa in het kleine plattelandsdorp Glimmen op de Hondsrug, net ten zuiden van de stad Groningen.

## Geselecteerde publicaties
- The Coastal Tribes of the Northeastern Bantu: Pokomo, Nyika, Teita (1952)
- East-African Age-Class Systems: An Inquiry into the Social Order of the Galla, Kipsigis and Kikuyu (1953; reprinted by the Negro Press in 1970)
- "An Analysis of Swahili Kinship Terminology", in Journal of the East African Swahili Committee Vol.26:20-27; Continued, Ibid. Vol.28:9-16
- Bibliografie van Harderwijk: Grondslagen voor een verzameling bronnen en publicaties, geannoteerd, bijeengebracht en van een inleiding voorzien (1960)
- "A Carved Headrest of the Cushitic Boni: An Attempted Interpretation", in MAN Vol.65:189-191 (1965)
- The Swahili-speaking Peoples of Zanzibar and the East Coast of Africa (1961, 2nd edition 1967)
- Sailing from Lamu: A Study of Maritime Culture in Islamic East Africa (1965)
- Schippers van Blokzijl: Een Maritime Maatschappij in Miniatuur (1969)
- "Islamic Maritime Magic: A Ship's Charm from Lamu", in: Wort und Religion - Kalima na Dini. (Festschrift fuer Ernst Dammann). Stuttgart:Evangelischer Missionverlag. (1969) pp. 294-304
- A Swahili Nautical Dictionary (Preface by Julius Nyerere, 1970)
- "Dutch Maritime Inventiveness and the Chinese Leeboard", in The Mariner's Mirror Vol.56:349-353 (1970)
- "Maritime Art in an Islamic Context: Oculus and Therion in Lamu ships", in The Mariner's Mirror Vol.56:327-339
- Didemic Lamu: Social and Spatial Structure (1971)
- "The Shungwaya Problem: Traditional History and Cultural Likeness in Bantu North-East Africa", in Anthropos Vol.67:1-2,9-35
- "The Maritime Middle East: A Century of Studies", in The Middle East Journal Vol.27:207-219.(1973)
- "Development in Arctic Boat Design: Efflorescence or Involution?", in: Netherlands-Swedish Symposium in Scandinavian Arctic Culture. Groningen: Arctic Centre (1975), pp.12-30
- "The Mtepe of Lamu, Mombasa and the Zanzibar Sea", in: From Zinj to Zanzibar: Studies in History, Trade and Society on the Eastern Coast of Africa.(In Honour of James Kirkman). Eds. J. de V. Allen and Thomas H. Wilson. Paideuma: Mitteilungen zur Kulturkunde vol.28. Wiesbaden: Franz Steiner Verlag, 1982, pp. 85-100
- Jan van Schaffelaar: Requiem voor een Gelderse Ruiter (1982)
- Watching the Seaside: Essays on Maritime Anthropology by dr A. H. J. Prins (eds. Durk Hak, Ypie Kroes & Hans Schneymann, 1984)
- Copernicaanse Cultuurkunde: Een Geometrisch Model naar Tri-Sferisch Ontwerp (Assen: Van Gorcum, 1984)
- "Two Trends of Thought in Turkish Maritime Culture: The Ethical Ship and the Magical Galley", in The Mariner's Mirror Vol.70:45-58
- Handbook of Sewn Boats: The Ethnography and Archaeology of Archaic Plank-Built Craft (1984)
- "The future of maritime research: questions of culture and problems of process", in: Sewn plank boats: archaeological and ethnographic papers. McGrail, Sean; Kentley, Eric, eds. Greenwich, London: National Maritime Museum, Archaeological Series No.10; Oxford: British Archaeological Reports International Series 276. (1985), pp.1-8
- In Peril on the Sea: Marine Votive Paintings in the Maltese Islands (1989)
- Groningen: Middeleeuwse Hanzestad vanaf de Waterkant (1994)
- "Mediterranean Ships and Shipping, 1650-1850", in: The Heyday of Sail: The Merchant Sailing Ship 1650-1830 (1995)